# جغرافیای آفریقای جنوبی

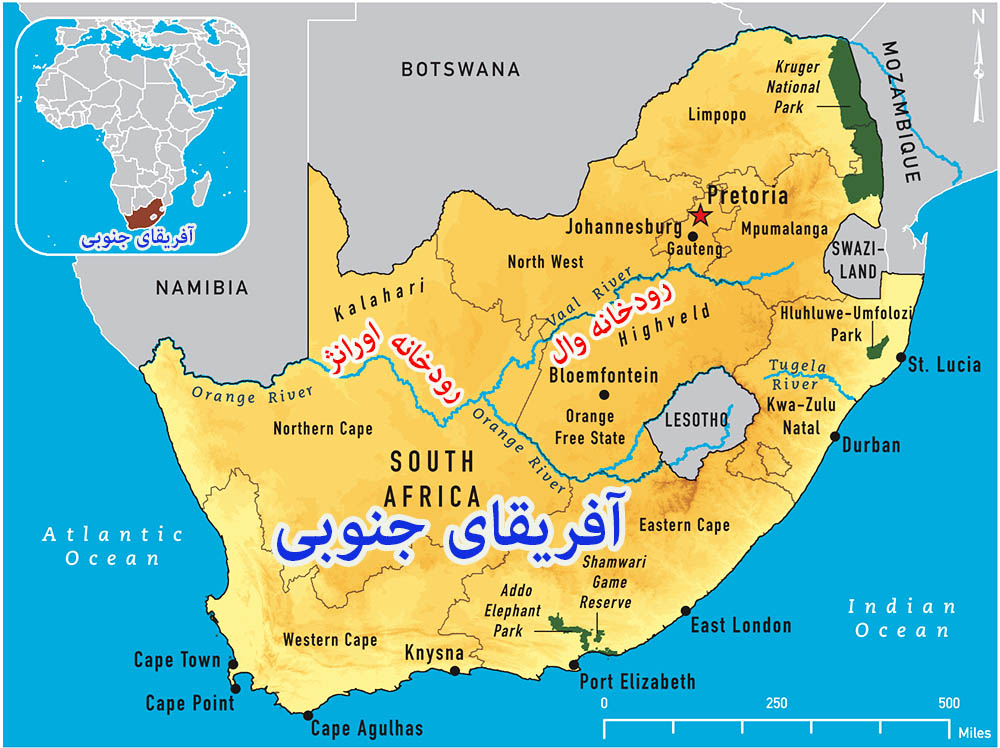
جغرافیای آفریقای جنوبی

آفریقای جنوبی در جنوبی‌ترین قسمت قاره آفریقا قرار دارد و دارای خط ساحلی درازی است که ۲٬۵۰۰ کیلومتر (۱٬۵۵۰ مایل) طول دارد و با مرز دو اقیانوس اطلس و هند ساحل مشترک دارد. مساحت این کشور ۴۷۰٬۹۷۹ مایل مربع یا ۱٬۲۱۹٬۹۱۲ کیلومتر مربع است. این کشور بیست و پنجمین کشور بزرگ دنیا (بعد از مالی) و از لحاظ مساحت با کلمبیا برابر است. نجسوتی در دراکنزبرگ با ۳٬۴۰۸ مایل ارتفاع بلندترین نقطهٔ آفریقای جنوبی است.
آفریقای جنوبی دارای آب و هوای متنوعی است و دارای صحرای خشک مشرف به نامیبیا تا آب و هوای مطبوع نیمه‌استوایش نزدیک مرز موزامبیک است. همچنین دارای پرتگاه کوهستانی به سمت فلات داخلی و فلات مرتفع است اگر چه آفریقای جنوبی نیمه‌خشک محسوب می‌شود ولی تنوع آب و هوایی جالبی به مانند تنوع موقعیت طبیعی خود دارد.
در داخل آفریقای جنوبی فلات کارو که به شکل بوته‌زاری با تراکم جمعیت کم و منطقه‌ای کوهستانی بزرگ است، وجود دارد که به سمت شمال غرب در کنار صحرای کالاهاری خشک‌تر است؛ ولی خط ساحلی شرقی پرآب و دارای آب و هوایی مطبوع و شبیه به مناطق استوایی است. منتهی‌الیه جنوب غرب آب و هوایی مدیترانه‌ای با زمستان‌های مرطوب و گرم و تابستان‌هایی خشک دارد. این منطقه به خاطر شرابش مشهور است و در آن به‌طور ادواری باد می‌وزد. سختی باد گردش به دور کیپ آرزوی خوب را برای ملاحان رنج‌آور می‌ساخت و باعث سوانح دریایی می‌شد. در سمت شرق ساحل جنوبی کشور باران در طول سال به‌طور یکسان می‌بارد و منطقه‌ای سرسبز را پدیدآورده‌ است. این منطقه را به نام راه باغ می‌شناسند.
منطقه آزاد نارنجی به علت عدم گستردگی منطقه شرقی فلات مرتفع در شمال به مانند منطقه غربی در شمال چندان صاف و مسطح نیست. در شمال رودخانه وال منطقه فلات مرتفع بهتر آبیاری می‌شود و دچار گرمای شدید نیمه استوایی نمی‌شود. ژوهانسبورگ در مرکز فلاتی مرتفع با ارتفاع ۱٬۷۴۰ متری قرار دارد و سالانه شاهد ۷۶۰ میلی‌متر باران است (۳۰ اینج). زمستان در این منطقه سرد است اگر چه برف به ندرت در آنجا می‌بارد.

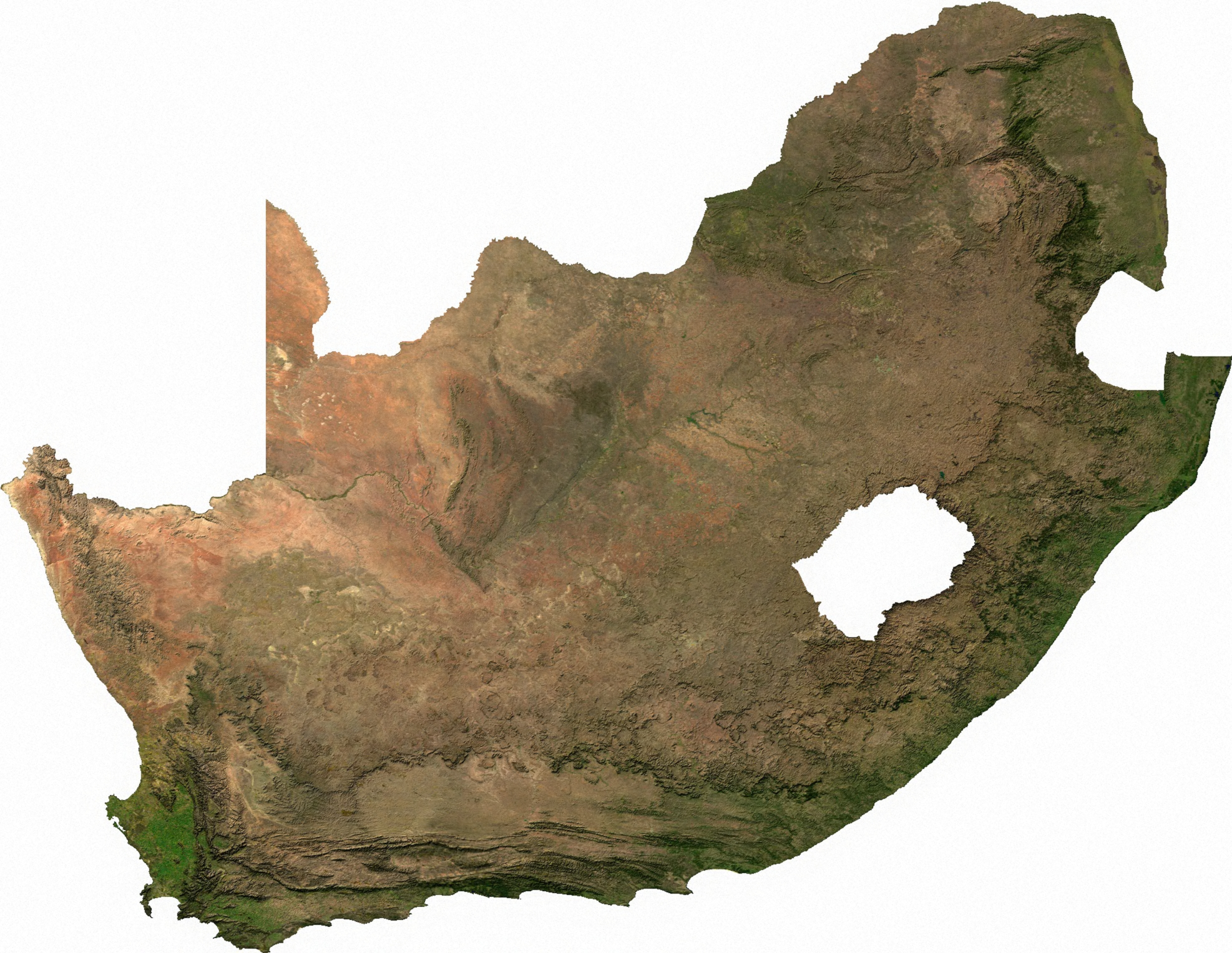
right عکس ماهواره‌ای از آفریقای جنوبی

در شمال ژوهانسبورگ فلات پست می‌شود. فلات پست دارای دمای بالاتر بوده و فلات بوته زار سنتی آفریقای جنوبی است. کوه‌های مرتفع دراکنزبرگ که پرتگاه شرقی‌های فلات را تشکیل می‌دهند امکان کمی برای اسکی کردن در زمستان را فراهم می‌کنند. خیلی از مردم فکر می‌کنند که سردترین مکان در آفریقای جنوبی سرزمین جنوبی در کوه‌های راگولد در غرب است جایی که در آن دمای نیمه زمستان به ۱۵ درجه سلسیوس (۵ درجه فارنهایت) می‌رسد. در واقع سردترین مکان بوفلز فاشین است که در بخش ملتنو از بوفلزفونتین دماغه شرقی قرار دارد و در این منطقه دمای ۶/۱۸ درجه سلسیوس نیز ثبت شده‌است: در عمق قسمت‌های داخلی دارای بیشترین دما است: دمای ۷/۵۱ درجه سیلیسیوس (۱۲۵ درجه فارنهایت) در سال ۱۹۴۸ در کیپ شمالی کالاهاری نزدیک به اوپینگتون به ثبت رسیده‌است.
آفریقای جنوبی همچنین یک مستعمره دارد با نام مجمع الجزایر شاهزاده ادوارد واقع در زیر قطب جنوب که شامل جزیره ماریون (۲۹۰ کیلومتر مربع و ۱۱۲ مایل مربع) و جزیره شاهزاده ادوارد (۴۵ کیلومترمربع و ۳/۱۷ مایل مربع) است. (نباید آن را با جزیره کانادایی شاهزاده ادوارد اشتباه گرفت)

## حیوانات و گیاهان

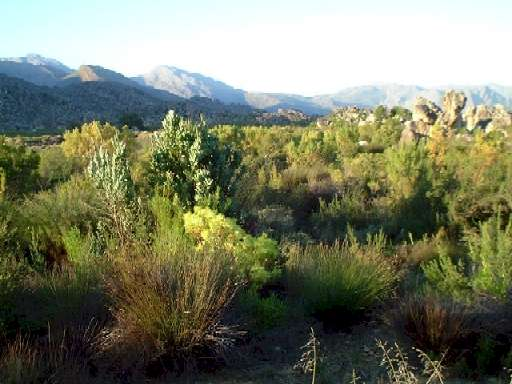
پادشاهی گیاهی که فقط مختص آفریقای جنوبی است و در نزدیکی کیپ تاون قرار دارد.

آفریقای جنوبی بیش از ۲۰۰۰۰ گیاه مختلف یا ۱۰ درصد از انواع گیاهان زمین را داراست که تنوع زیستی آن را غنی تر می‌کنند.
غالبترین زیست‌محیط علفزار مخصوصاً در فلات مرتفع است جایی که انواع علفها، بوته‌های کوچک و درختان اقاقیا که اکثراً توسط شترها خورده شده‌اند یا سفید شده‌اند غالب پوشش گیاهی را شکل می‌دهند.
گیاهان بعلت میزان بارندگی کم به سمت شمال غربی کمتر یافت می‌شوند. گونه‌های مختلفی از گیاهان گوشتدار ذخیره‌کننده آب بمانند شبیار و فرفیون در مناطق بسیار گرم و خشک ناماقوالند وجود دارند. علف‌ها و دشت‌ها به آرامی به دشت‌های بوته‌زار در شمال شرقی کشور که جمعیت فشرده کمتری دارند تبدیل می‌شوند. تعداد زیادی درخت بائوباب و دیگر انواع درختان در نزدیکی انتهای شمالی پارک ملی کروگر وجود دارند.
زیست توده فینبوس یکی از شش استان گیاهی / پادشاهی گیاهی در منطقه‌ای کوچک در کیپ غربی واقع شده و شامل بیش از ۹۰۰۰ نوع گیاه است و از لحاظ تنوع زیستی گیاهی غنی‌ترین منطقه‌است. اکثر گیاهان همیشه سبز و برگ سخت به شکل سوزن و بمانند گیاهان استخوانی شکل هستند. دیگر گیاه ویژه آفریقای جنوبی گونه پروته آ از گیاهان گل‌ده است. ۱۳۰ گونه مختلف از پروته آ در آفریقای جنوبی یافت می‌شود.
در حالیکه آفریقای جنوبی دارای گیاهان گل‌ده بسیاری است اما این کشور جنگل‌های اندکی دارد. تنها ۱ درصد آفریقای جنوبی را جنگل پوشانده‌است که اختصاصاً به جلگه ساحلی مرطوبی در کنار اقیانوس هند در کوآزولوناتال محدود می‌شود. همچنین تعداد کمی جنگل که آتش هرگز به آن‌ها نمی‌رسد و معروف به جنگل‌های مانتن هستند نیز وجود دارند. کاشتن گونه‌های درختی وارداتی مخصوصاً گونه‌های خارجی اوکالیپتوس و کاج مرسوم است. این کشور مناطق طبیعی زیاد و الگوهای پیشرفت نامنظم شهری از دست داده‌است. آفریقای جنوبی یکی از کشورهایی است که به بدترین شکل بعلت هجوم گونه‌های خارجی همچون بلک واتل، پرت جکسون (هاکا) لانتانا و جاکاراندرا صدمه دیده‌است و این گونه‌ها تهدیدی برای تنوع زیستی محلی و منابع آبی محدود بوده‌اند. اولین جنگ معتدلی که ساکنان اروپایی از آن استفاده کردند بطرز فجیعی مورد سوء استفاده قرار گرفت و تنها تعداد معدودی از گیاهان در آن باقی ماندند. اخیراً درختان چوب سخت مانند چوب زرد واقعی «پودو کارپوس لاتیفولیوس» استینک وود «اوکوتی بولاتا و بلک آیرون وود آفریقای جنوبی» اولئا لاریفولیا تحت مراقبت دولتی هستند.
پستانداران زیادی در زیست‌گاه‌های فلات بوته‌زار زندگی می‌کنند که شامل شیر، پلنگ، کرگدن سفید، گاو وحشی آفریقایی آبی، کودو، آهوی آفریقایی، کفتار، اسب آبی و زرافه هستند. گستره وسیعی از زیست‌گاه‌ فلات بوته‌زار در شمال شرقی وجود دارد که شامل پارک ملی کروگر و منطقه حفاظت شده مالامالا و در شمال در واتربرگ بای سفیر است.